# Syrrhopeus sumatrensis
Syrrhopeus sumatrensis är en skalbaggsart som beskrevs av Stefan von Breuning 1965. Syrrhopeus sumatrensis ingår i släktet Syrrhopeus och familjen långhorningar. Inga underarter finns listade i Catalogue of Life.